# Austrian Literature Online
La Austrian Literature Online (ALO) es una biblioteca digital que contiene más de 15 mil documentos desde el siglo XI a la actualidad. Su colección mantiene digitalizado libros, diarios, manuscritos, tesis y ensayos científicos en formato PDF.
El proyecto fue creado por iniciativa de la Universidad de Innsbruck, la Universidad de Graz y el Instituto de "Estudios Integrados" de la Universidad de Linz. La edición y responsabilidad técnica del emprendimiento es del Digitalisierung und elektronische Archivierung (DEA) en cooperación con la Zentralen Informatikdienst (ZID) de la Universidad de Innsbruck utilizando el Optical character recognition (OCR) para la digitalización de los mismos.

## Inicios
Su objetivo era poseer los mil libros más importantes desde finales del siglo XVIII hasta 1930 para ser dispuestos gratuitamente al público. Por tanto, en 1999 se solicitó un estudio de viabilidad del proyecto con la asociación de bibliotecas y universidades austríacas en conjunto con el Ministerio de Ciencia, Educación y Cultura de Austria.
El proyecto incluyó el almacenamiento con integración de metadatos, navegación del texto completo y varios formatos de salida electrónicos.
El proyecto de digitalización además tuvo en cuenta el préstamo bibliotecario, que, en casos de libros antiguos no se realizaba, por lo que los científicos a menudo debían consultar los libros más viejos locales que les eran permitidos, además de ser un proceso lento y costoso. Además, el almacenamiento digital de libros debía lograr un alto grado de permanencia de los datos, por lo que ALO utiliza los formatos de archivos estandarizados.